# Fabio Abiuso
Fabio Abiuso (Sassuolo, 2 febbraio 2003) è un calciatore italiano, attaccante della Carrarese.

## Caratteristiche tecniche
Centravanti dotato di un buon fisico, abile negli attacchi spalle alla porta, è bravo nel gioco aereo e nelle sponde.

## Carriera
Dopo aver giocato nei settori giovanili di Sassuolo e Reggiana, nel 2018 arriva nel settore giovanile del Modena.
Viene fatto esordire da Michele Mignani in prima squadra il 27 settembre 2020, nella partita di Coppa Italia persa per 1-0 contro il Monopoli.. L'esordio in campionato, invece, arriva l'11 ottobre, nella vittoriosa sfida casalinga contro il Ravenna. Il 1º febbraio 2021 viene ceduto a titolo temporaneo all'Inter, che lo inserisce nella rosa della formazione Under-18; il 5 agosto seguente, dopo aver rinnovato con i Canarini fino al 2024, viene nuovamente ceduto in prestito all'Inter, con cui si mette in mostra a livello individuale, vincendo il Campionato Primavera 1 con i nerazzurri.
Non riscattato dai nerazzurri, dopo aver fatto ritorno al Modena, il 31 agosto 2022 passa in prestito alla Pergolettese, con cui il 13 settembre segna la prima rete tra i professionisti, nella partita di Serie C vinta per 2-0 contro l'AlbinoLeffe.
Al termine della stagione rientra al Modena, venendo confermato nella rosa della prima squadra. Esordisce nel campionato cadetto 29 agosto 2023, nella trasferta di Cosenza, trovando il suo primo gol in maglia canarina, peraltro fondamentale per la vittoria finale. Trova la sua prima rete casalinga il 27 gennaio, nel vittorioso derby vinto per 3-0 contro il Parma, futuro vincitore del campionato. il 6 febbraio 2024 rinnova fino al 2026 con gli emiliani. Troverà poi nel girone di ritorno la maglia da titolare e una continuità di gioco, che lo porterà al termine della stagione a realizzare 5 reti in totale.
Riconfermato per la stagione successiva, lascerà poi durante la sessione invernale di calciomercato, lasciando la maglia gialloblù dopo 7 gol in 45 partite.
Il 3 febbraio 2025 viene ceduto in prestito alla Sampdoria.
La sua avventura in sponda blucerchiata dura però solo sei mesi, in cui raccoglie 9 presenze, facendo ritorno al Modena nella sessione estiva di calciomercato.
Il 14 agosto 2025 viene acquistato dalla Carrarese, firmando un quadriennale.

## Statistiche

### Presenze e reti nei club
Statistiche aggiornate al 13 maggio 2025.
| Stagione        | Squadra         | Campionato      | Campionato | Campionato | Coppe nazionali | Coppe nazionali | Coppe nazionali | Coppe continentali | Coppe continentali | Coppe continentali | Altre coppe | Altre coppe | Altre coppe | Totale | Totale |
| Stagione        | Squadra         | Comp            | Pres       | Reti       | Comp            | Pres            | Reti            | Comp               | Pres               | Reti               | Comp        | Pres        | Reti        | Pres   | Reti   |
| --------------- | --------------- | --------------- | ---------- | ---------- | --------------- | --------------- | --------------- | ------------------ | ------------------ | ------------------ | ----------- | ----------- | ----------- | ------ | ------ |
| 2020-feb. 2021  | Modena          | C               | 3          | 0          | CI              | 1               | 0               | -                  | -                  | -                  | -           | -           | -           | 4      | 0      |
| feb.-giu. 2021  | Inter           | A               | -          | -          | CI              | -               | -               | CL                 | -                  | -                  | -           | -           | -           | -      | -      |
| 2021-2022       | Inter           | A               | -          | -          | CI              | -               | -               | CL                 | -                  | -                  | SI          | -           | -           | -      | -      |
| Totale Inter    | Totale Inter    |                 | -          | -          |                 | -               | -               |                    | -                  | -                  |             | -           | -           | -      | -      |
| 2022-2023       | Pergolettese    | C               | 30+1       | 7          | CI-C            | 0               | 0               | -                  | -                  | -                  | -           | -           | -           | 31     | 7      |
| 2023-2024       | Modena          | B               | 23         | 5          | CI              | 1               | 0               | -                  | -                  | -                  | -           | -           | -           | 24     | 5      |
| 2024-feb. 2025  | Modena          | B               | 16         | 2          | CI              | 1               | 0               | -                  | -                  | -                  | -           | -           | -           | 17     | 2      |
| Totale Modena   | Totale Modena   | Totale Modena   | 42         | 7          |                 | 3               | 0               |                    | -                  | -                  |             | -           | -           | 45     | 7      |
| feb.-giu. 2025  | Sampdoria       | B               | 9          | 0          | CI              | -               | -               | -                  | -                  | -                  | -           | -           | -           | 9      | 0      |
| 2025-2026       | Carrarese       | B               | 0          | 0          | CI              | 0               | 0               | -                  | -                  | -                  | -           | -           | -           | 0      | 0      |
| Totale carriera | Totale carriera | Totale carriera | 81+1       | 14         |                 | 3               | 0               |                    | -                  | -                  |             | -           | -           | 85     | 14     |

## Palmarès

### Club

#### Competizioni giovanili
- Campionato Primavera: 1

Inter: 2021-2022